# Омбудсман Исланда
Омбудсман Исланда (исл. Umboðsmaður Alþingis) је повјереник исландског Алтинга за примање и истраживање притужби против рада државних установа и локалних самоуправа.
Дужност омбудсмана у Исланду је установљена 1987. године према указу са снагом закона бр. 13/1987. Године 1997. његов утицај је порастао, и сада надгледа и институције локалне самоуправе.